# Das Wachsfigurenkabinett
Waxworks este un film de groază german din 1924, regizat de Paul Leni și Leo Birinski.
Este un film antologie care conține segmentele „Harun al-Rashid”, „Ivan cel Groaznic” și „Jack Spintecătorul”.

## Distribuție
- Emil Jannings
- Conrad Veidt
- Werner Krauss
- William Dieterle

## Vezi și
- Listă de filme antologie de groază